# Údolí Okluky
Údolí Okluky este o arie protejată (arie specială de conservare — SAC, sit de importanță comunitară — SCI) din Republica Cehă întinsă pe o suprafață de 17,19 ha, integral pe uscat.

## Localizare
Centrul sitului Údolí Okluky este situat la coordonatele 48°58′27″N 17°27′15″E / 48.974167°N 17.454167°E.

## Înființare
Situl Údolí Okluky a fost declarat sit de importanță comunitară în aprilie 2005 pentru a proteja 1 specie de animale. Situl a fost protejat și ca arie specială de conservare în august 2016.

## Biodiversitate
Situată în ecoregiunile continentală și panonică, aria protejată nu include niciun habitat protejat.
La baza desemnării sitului se află o specie protejată de  nevertebrate: fluturele de noapte (Eriogaster catax).